# Cancellus rhynchogonus
Cancellus rhynchogonus is een tienpotigensoort uit de familie van de Diogenidae. De wetenschappelijke naam van de soort is voor het eerst geldig gepubliceerd in 2000 door Forest & McLaughlin.